# ÖFB-Cup 2019-2020
La ÖFB-Cup 2019-2020, ufficialmente UNIQA-ÖFB-Cup per motivi di sponsor, è stata l'85ª edizione della coppa nazionale di calcio austriaca. Il Salisburgo, squadra campione in carica, si è aggiudicato per la 7ª volta la competizione.

## Formula
La competizione vede al via 64 formazioni, così suddivise: le 12 squadre di Bundesliga, 12 di Erste Liga e 40 squadre tra Regionalliga e campionati regionali, fra i quali i 9 vincitori delle coppe regionali della stagione 2018-2019. Le squadre riserva non possono prendere parte alla ÖFB-Cup.
Tutte le 64 squadre entrano in gioco nel primo turno e la competizione si articola su turni ad eliminazione diretta con gare di sola andata. Nel caso di un pareggio, vengono disputati i tempi supplementari e, persistendo il punteggio di parità, si procede alla battuta dei tiri di rigore.
La vincitrice dell'ÖFB-Cup 2019-2020 potrà partecipare all'Europa League 2020-2021, partendo dal terzo turno preliminare. Se la stessa squadra ottenesse anche il titolo di campione o di vicecampione d'Austria e, quindi, il diritto a partecipare alla Champions League, il posto in Europa League sarebbe preso dalla 5ª classificata della Bundesliga.

## Primo turno
| Squadra 1               | Risultato       | Squadra 2           |
| ----------------------- | --------------- | ------------------- |
| 19 luglio 2019          |                 |                     |
| Anif                    | 1 – 4           | Sturm Graz          |
| ASK-BSC Bruck/Leitha    | 0 – 4           | Ried                |
| Langenegg               | 1 – 4           | Austria Klagenfurt  |
| Treibach                | 1 – 2           | WSG Swarovski Tirol |
| ATSV Wolfsberg          | 4 – 1           | ASK Elektra         |
| Tus Bad Gleichenberg    | 2 – 3           | Vorwärts Steyr      |
| Ebreichsdorf            | 2 – 1 (dts)     | Lafnitz             |
| Hall                    | 1 – 5           | Juniors OÖ          |
| Kitzbühel               | 0 – 7           | Wacker Innsbruck    |
| Gleisdorf 09            | 4 – 0           | Draßburg            |
| Seekirchen              | 1 – 4           | Amstetten           |
| Union Gurten            | 1 – 0           | Zell am See         |
| Wiener SC               | 2 – 6           | Dornbirn            |
| Karabakh Vienna         | 1 – 2           | Mannsdorf           |
| Parndorf                | 1 – 7           | Salisburgo          |
| 20 luglio 2019          |                 |                     |
| Wolfurt                 | 0 – 3           | Floridsdorfer       |
| Köttmannsdorf           | 0 – 9           | Austria Vienna      |
| Gloggnitz               | 1 – 2           | St. Pölten          |
| Pinkafeld               | 0 – 10          | Mattersburg         |
| Viktoria Vienna         | 2 – 2 (5-3 dtr) | Hartberg            |
| Stadl-Paura             | 0 – 5           | Austria Lustenau    |
| Wels                    | 1 – 0           | Hohenems            |
| Kufstein                | 1 – 6           | Altach              |
| SAK Klagenfurt          | 0 – 9           | Wolfsberger         |
| Edelweiss               | 0 – 5           | Admira Wacker M.    |
| Leobendorf              | 0 – 5           | Blau-Weiß Linz      |
| St. Anna                | 1 – 0           | Kalsdorf            |
| Flyeralarm Traiskirchen | 1 – 5           | Horn                |
| Union Vöcklamarkt       | 2 – 6           | LASK                |
| Neusiedl/See            | 1 – 6           | Grazer AK           |
| 21 luglio 2019          |                 |                     |
| Allerheiligen           | 1 – 9           | Rapid Vienna        |
| Schwaz                  | 1 – 3           | Kapfenberger        |

## Secondo turno
| Squadra 1           | Risultato   | Squadra 2        |
| ------------------- | ----------- | ---------------- |
| 24 settembre 2019   |             |                  |
| Austria Lustenau    | 2 – 1 (dts) | Floridsdorfer    |
| Grazer AK           | 1 – 2       | Wacker Innsbruck |
| Ebreichsdorf        | 2 – 1       | Admira Wacker M. |
| Gleisdorf 09        | 3 – 0       | Juniors OÖ       |
| Union Gurten        | 2 – 0       | Horn             |
| Amstetten           | 4 – 1 (dts) | Blau-Weiß Linz   |
| Mannsdorf           | 1 – 2       | Kapfenberger     |
| St. Anna            | 2 – 0       | Dornbirn         |
| St. Pölten          | 2 – 1       | Mattersburg      |
| 25 settembre 2019   |             |                  |
| Austria Klagenfurt  | 2 – 4 (dts) | Sturm Graz       |
| WSG Swarovski Tirol | 5 – 2       | Austria Vienna   |
| Viktoria Vienna     | 1 – 4       | LASK             |
| ATSV Wolfsberg      | 0 – 6       | Wolfsberger      |
| Vorwärts Steyr      | 3 – 4       | Ried             |
| Wels                | 1 – 4       | Altach           |
| Rapid Vienna        | 1 – 2 (dts) | Salisburgo       |

## Ottavi di finale
| Squadra 1        | Risultato   | Squadra 2           |
| ---------------- | ----------- | ------------------- |
| 29 ottobre 2019  |             |                     |
| St. Pölten       | 1 – 0       | Ried                |
| Gleisdorf 09     | 1 – 4 (dts) | WSG Swarovski Tirol |
| St. Anna         | 0 – 3       | Amstetten           |
| Union Gurten     | 2 – 3       | Austria Lustenau    |
| Kapfenberger     | 0 – 2       | Sturm Graz          |
| 30 ottobre 2019  |             |                     |
| Ebreichsdorf     | 0 – 5       | Salisburgo          |
| Wacker Innsbruck | 1 – 0       | Wolfsberger         |
| LASK             | 3 – 1       | Altach              |

## Quarti di finale
| Squadra 1        | Risultato       | Squadra 2           |
| ---------------- | --------------- | ------------------- |
| 7 febbraio 2020  |                 |                     |
| St. Pölten       | 3 – 3 (3-5 dtr) | Wacker Innsbruck    |
| 8 febbraio 2020  |                 |                     |
| Austria Lustenau | 2 – 2 (5-4 dtr) | WSG Swarovski Tirol |
| LASK             | 2 – 0           | Sturm Graz          |
| 9 febbraio 2020  |                 |                     |
| Amstetten        | 0 – 3           | Salisburgo          |

## Semifinali
| Squadra 1        | Risultato | Squadra 2        |
| ---------------- | --------- | ---------------- |
| 4 marzo 2020     |           |                  |
| Austria Lustenau | 1 – 0     | Wacker Innsbruck |
| 5 marzo 2020     |           |                  |
| Salisburgo       | 1 – 0     | LASK             |

## Finale
| Arbitro: | Muckenhammer |

|                                                                        |           |  |
| Szoboszlai 19’ Štumberger 21’ (aut.) Okafor 53’ Ashimeru 65’ Koita 79’ | Marcatori |  |